# 格林德拉赫河
49°32′34.5″N 10°58′39″E / 49.542917°N 10.97750°E
格林德拉赫河是德國的河流，位於該國東南部，由巴伐利亞負責管轄，屬於雷格尼茨河的右支流，河道全長20公里，流域面積99平方公里。